# バルトロメウス・ファン・デル・ヘルスト
バルトロメウス・ファン・デル・ヘルスト（Bartholomeus van der Helst, 1613年 - 1670年12月16日に埋葬）は、オランダの画家。肖像画で知られている。

## 生涯
バルトロメウス・ファン・デル・ヘルストはハールレムに宿屋の息子として生まれている。1627年頃にはアムステルダムに移っていたようで、1636年にアムステルダムで結婚している。彼の最初期の作品はワロン地域の孤児院の理事たちを描いた集団肖像画で、1637年に描かれた。彼がどのようにして修業したのか分かっていないが、ハールレムではフランス・ハルスと共に働いたようである。当時の画家はイタリアに旅をすることが多かったが、ハルスもファン・デル・ヘルストと同じくイタリアには行かず、また同じように肖像画を専門にしていた。アムステルダムに移ってからは、1639年に大型の集団肖像画『ルロフ・ビッケル隊長とヤン・ミヒールスゾーン・ブラエーウ副官とその士官達』の注文を受けている。1781年にジョシュア・レノルズがアムステルダムを訪れた時にこの作品に対して称賛の言葉を述べている。

## アムステルダムで
同時期にアムステルダムではレンブラント・ファン・レインも活躍していたが、ファン・デル・ヘルストも次第に人気の肖像画家になっていった。アンソニー・ヴァン・ダイクのスタイルに似た彼の洗練された肖像画は、暗い背景の前にモデルたちの全身にくまなく光を当てる手法で描かれている。これによりモデルの顔は明確にその特徴が識別可能となり、服飾や武器などの小道具に関しても形態や固有色が明確に表現され、刺繍の輝きの一点ずつ、帽子の羽根飾りの羽毛の一本一本までが再現的に描写されている、これは暗く内省的なレンブラント後期の作品（ex.《夜警》アムステルダム国立美術館）とは対照的であり、ファン・デル・ヘルストの作品を好む人々も多かった。レンブラントの弟子であるフェルディナント・ボルやホーファールト・フリンクはファン・デル・ヘルストのスタイルを取り入れている。

《ルーロフ・ビッカー隊の肖像》キャンヴァスに油彩、235 × 750 cm 、1639年、アムステルダム国立美術館

とりわけファン・デル・ヘルストは、レンブラントの凋落期に中産階級の富裕層を中心に流行の肖像画家としての地位を獲得していった。この原因としてはファン・デル・ヘルストがヴァン・ダイク風のモチーフを画面に導入したことが挙げられている（ex. 《ルーロフ・ビッカー隊の肖像》アムステルダム国立美術館、《レープマカー家の肖像》ルーヴル美術館、《青衣の女性》ロンドン、ナショナルギャラリー）。

## 2006年の襲撃事件

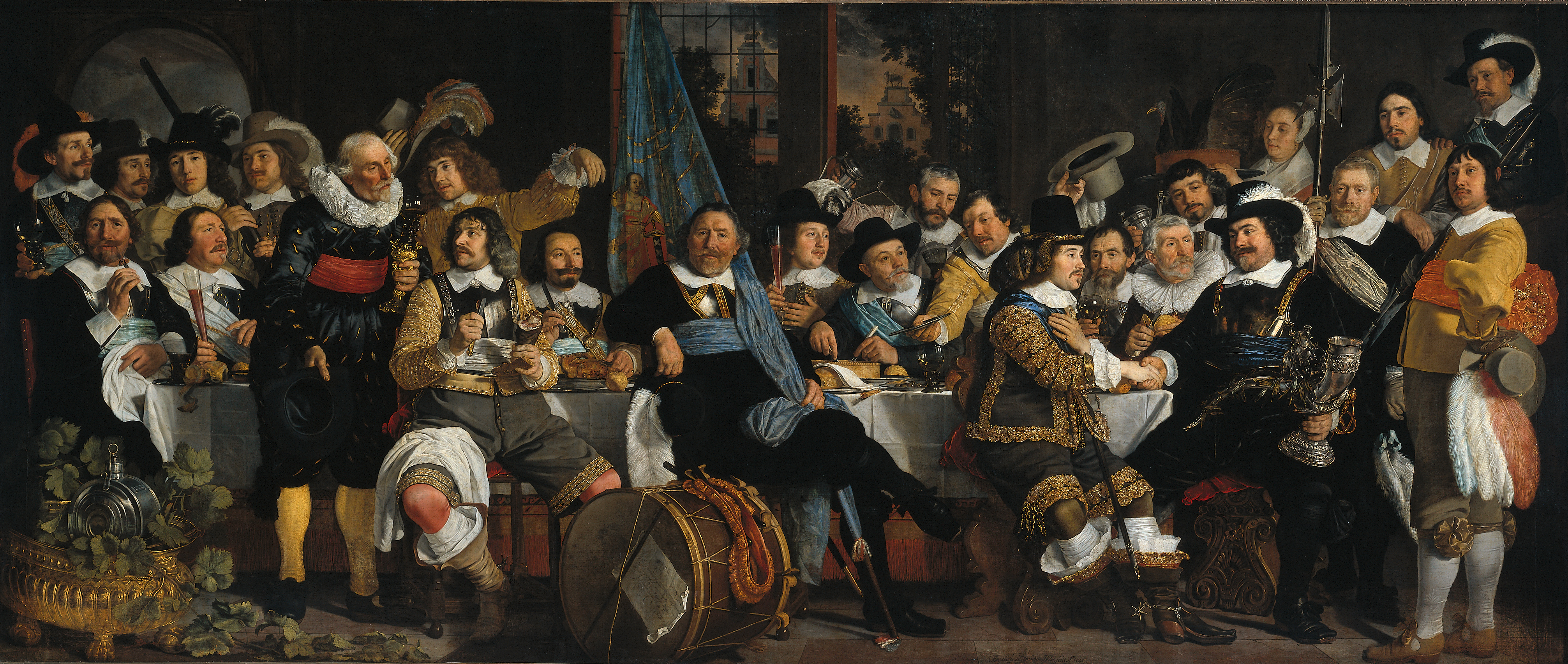
《ミュンスターの平和条約を祝うアムステルダム市民警備隊の宴会》キャンバスに油彩、232cm×547 cm、1648年、アムステルダム国立美術館

彼の集団肖像画『ヴェストファーレン条約締結を祝うアムステルダムの市警備隊』(Banquet of the Amsterdam Civic Guard in Celebration of the Peace of Westphalia)は1648年に描かれ、高い評価を得た。2006年6月25日、アムステルダム国立美術館に展示されていたこの絵画にスプレーが吹き付けられる事件が起こった。このために表面のニスに影響があったが、大きなダメージはなかった。犯人はドイツ人男性（en:Hans-Joachim Bohlmann）で、以前にもドイツで多くの絵画に対して破壊行為を行ってきた人物であった。
ファン・デル・ヘルストは肖像画だけでなく歴史画や宗教画もいくつか残している。

## ギャラリー

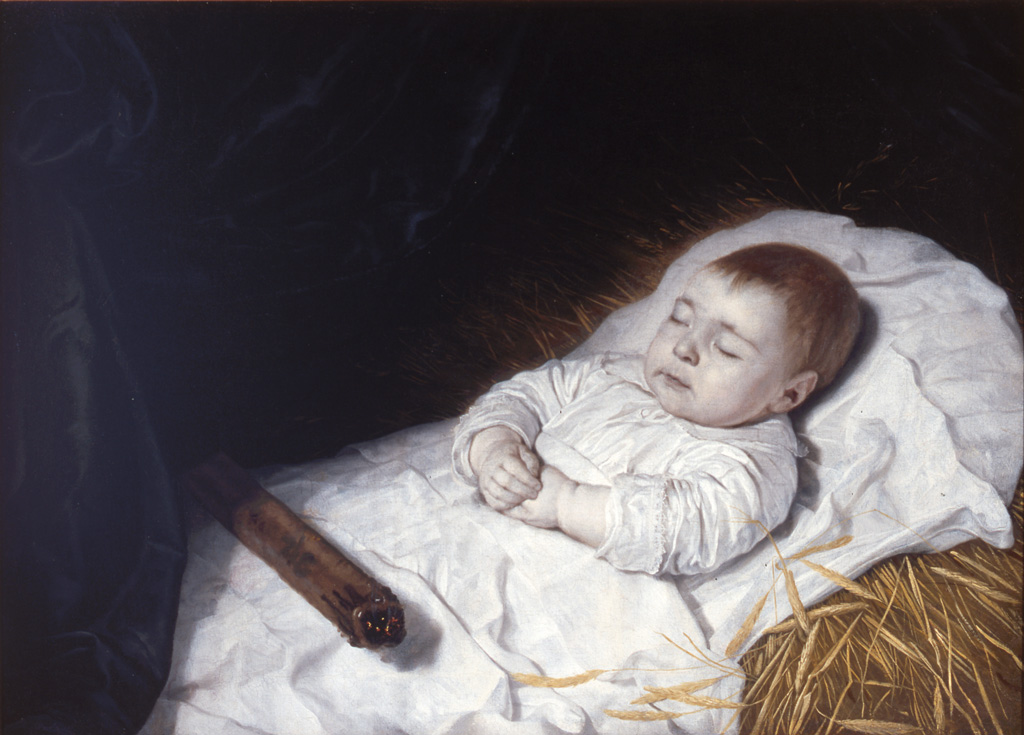
『死の床の子供の肖像』、1645年、ハーグ、オランダ文化庁
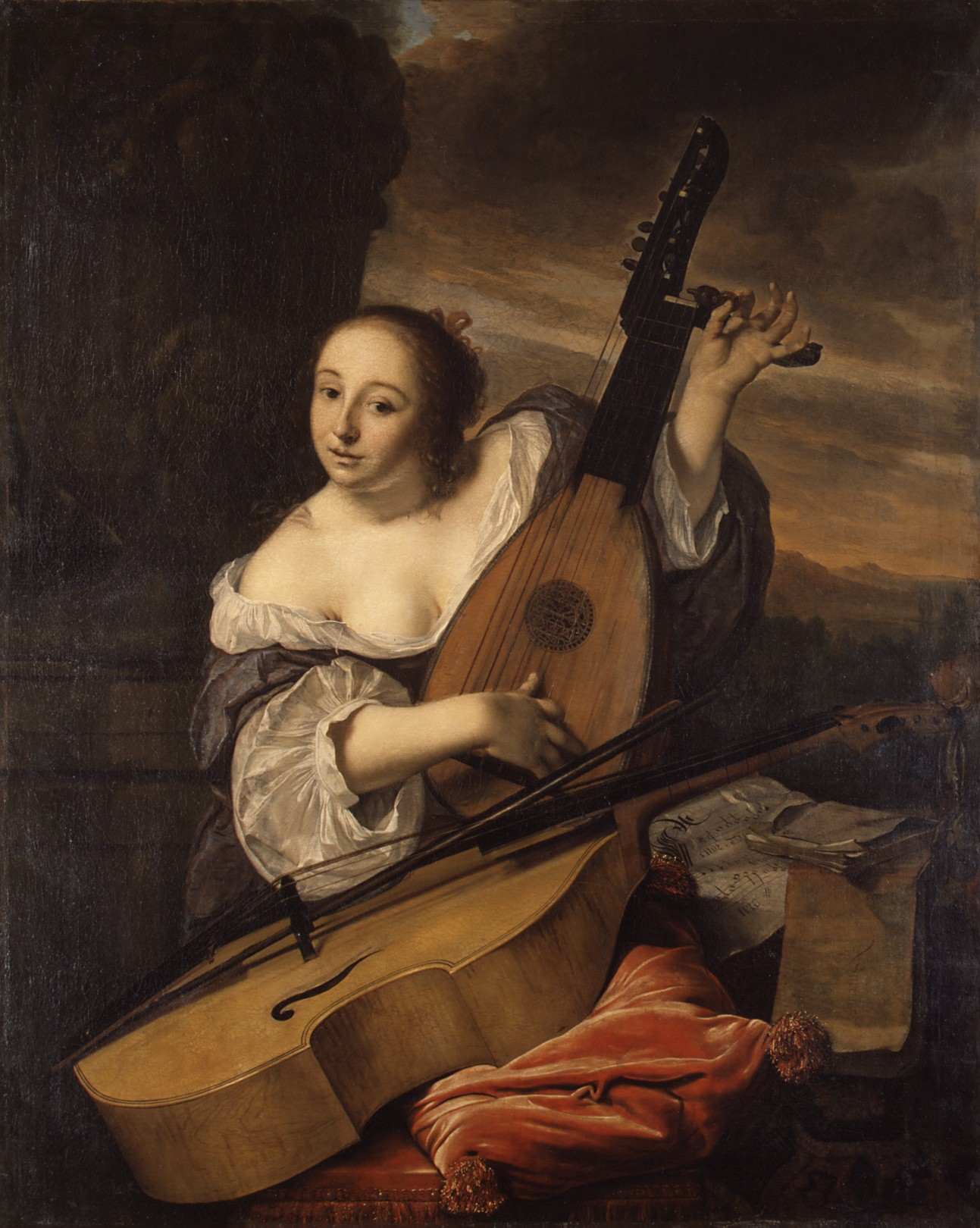
『音楽家』、1662年、メトロポリタン美術館